# ГЕС Ріба-рожа
ГЕС Ріба-рожа (ісп. Presa de Ribarroja, Riba-roja) – гідроелектростанція на північному сході Іспанії. Знаходячись між ГЕС Мекіненса (вище по течії) та ГЕС Флікс, входить до складу каскаду у нижній течії річки Ебро, яка належить до басейну Балеарського моря.
Робота електростанції руслового типу забезпечується гравітаційною греблею заввишки 60 метрів та завдовжки 362 метри, на спорудження якої пішло 800 тис. м3 матеріалу. Вона утворила витягнуте по долині річки на 35 км водосховище площею поверхні 21,5 км2 та об'ємом до 210 млн м3, в якому можливе коливання рівня поверхні між позначками 40 та 70 метрів НРМ.
Машинний зал станції обладнано чотирма турбінами типу Каплан потужністю по 65,7 МВт, що використовують напір у 30,4 метра.
Зв’язок з енергосистемою відбувається по ЛЕП, що працює під напругою 220 кВ.